# Autumn Bay
Autumn Bay är en vik i Australien. Den ligger i delstaten Western Australia, omkring 390 kilometer norr om delstatshuvudstaden Perth.
Trakten runt Autumn Bay består till största delen av jordbruksmark. Trakten runt Autumn Bay är nära nog obefolkad, med mindre än två invånare per kvadratkilometer. Stäppklimat råder i trakten. Genomsnittlig årsnederbörd är 360 millimeter. Den regnigaste månaden är juni, med i genomsnitt 65 mm nederbörd, och den torraste är februari, med 3 mm nederbörd.